# Cephalotheca savoryi
Cephalotheca savoryi är en svampart som beskrevs av C. Booth 1961. Cephalotheca savoryi ingår i släktet Cephalotheca och familjen Cephalothecaceae.   Inga underarter finns listade i Catalogue of Life.